# 铂色
铂色是一种类似于铂金金属的淡灰白色的金属色调。
铂色在英文中作为颜色名称的记录可以追溯到1918年。

## 铂金在人类文化中的应用
奖项
- 铂金奖不如钻石奖那么有声望，但比金、银、铜奖更有声望。

信用卡

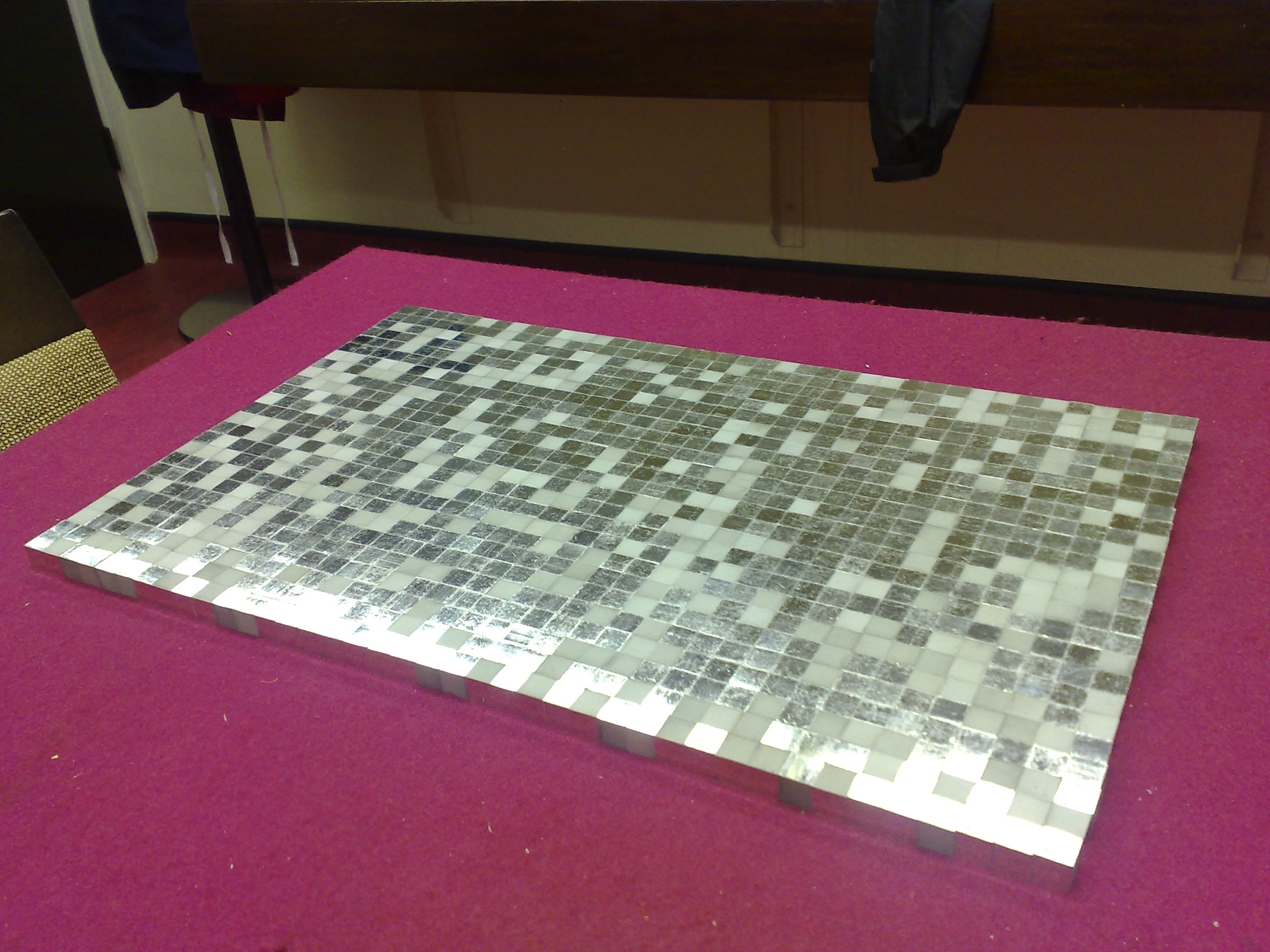
99.9‰纯度的铂金1,000立方厘米（即一升），按2009年10月30日的价格约值91万美元。

- 铂金信用卡的信用额度比普通信用卡高，利率更低；只有信用评级良好的人才有资格申请。

文学
- 在艾萨克·阿西莫夫所创作的《基地》系列中，描绘的银河帝国中，货币单位为"银河信用"，其背后有坚实的支持，因为它可以兑换成纯铂金——银河帝国采用的是铂金标准。

婚姻
- 已婚夫妇的 70 周年结婚纪念日被称为铂金周年纪念日。任何重要事件的 70 周年都被称为铂金禧年，尽管这个术语很少使用。

音乐
- 铂金专辑是指销量达到一定数量的专辑。这个门槛因市场而异——在美国，一张铂金专辑至少卖出了 100万张。